# Christian Hellbach
Christian Hellbach (* 20. Juli 1959 in Mexiko-Stadt) ist ein deutscher Diplomat im Ruhestand. Er war deutscher Botschafter in Bosnien und Herzegowina, Chile und Kroatien.

## Leben
Hellbach begann nach dem Abitur an der Deutschen Schule Bogotá 1979 ein Studium der Rechtswissenschaften, das er 1985 mit der Zweiten Juristischen Staatsprüfung abschloss. Danach war er zwischen 1985 und 1989 als Wissenschaftlicher Mitarbeiter an der Universität Konstanz tätig und erhielt 1989 seine Zulassung als Rechtsanwalt. Zugleich erfolgte 1989 seine Promotion zum Dr. jur. an der Universität Konstanz mit einer Dissertation zum Thema Öffentliche Interessen und Unternehmenseigentum : zur sozialen Funktion der verfassungsrechtlichen Gewährleistung des Unternehmenseigentums.

## Laufbahn
Nach einer zweijährigen Tätigkeit von 1990 bis 1992 als Referent im Bundesministerium für Umwelt, Naturschutz und Reaktorsicherheit begann er 1992 den Vorbereitungsdienst für den höheren Auswärtigen Dienst. Nach einer kurzen Verwendung an der Botschaft Taschkent (Usbekistan) und der Zentrale des Auswärtigen Amtes war er von 1994 bis 1997 an der Ständigen Vertretung bei den Internationalen Organisationen in Genf tätig und danach erneut im Auswärtigen Amt in Berlin. 2000 wechselte Hellbach an die Botschaft Belgrad (Serbien) und war nach einer zwischenzeitlichen Verwendung zwischen 2003 und 2007 im Auswärtigen Amt von 2007 bis 2010 an der Botschaft Bogotá (Kolumbien) tätig, ehe er zwischen 2010 und 2014 Referatsleiter im Auswärtigen Amt war.
2014 wurde Hellbach Nachfolger von Ulrike Maria Knotz als Botschafter in Bosnien und Herzegowina. Zu seiner Nachfolgerin wurde 2016 Christiane Hohmann bestimmt. Er wechselte zurück in die Zentrale nach Berlin, wo er bis 2019 den Posten des Sonderkoordinators für den Westbalkan, die Türkei und die EFTA-Staaten in der Abteilung 2 bekleidete.
Im August 2019 übernahm er von Rolf Peter Gottfried Schulze das Amt des Botschafters in Chile und Leiters der Botschaft Santiago de Chile. Im August 2022 folgte er Robert Klinke als Botschafters in Kroatien. Im Sommer 2025 trat Hellbach in den Ruhestand.

## Veröffentlichungen
- Christian Hellbach: Öffentliche Interessen und Unternehmenseigentum : zur sozialen Funktion der verfassungsrechtlichen Gewährleistung des Unternehmenseigentums. 1.  Auflage. Hartung-Gorre, Konstanz 1989, ISBN 3-89191-278-1 (Zugl.: Konstanz, Univ., Diss., 1989).